# Лощинский, Николай Григорьевич
Николай Григорьевич Лощинский (04 (17).03.1910-05.01.1961) — советский конструктор в области судостроения, лауреат Сталинской премии 1949 года.
Родился в Астрахани.
В 1933 году окончил Ленинградский кораблестроительный институт. С 1932 года работал в Ленинграде в ЦНИИ судостроения им. Крылова. В 1939—1943 гг. гл. инженер — гл. конструктор ЦКБ-50 (Ленинград).
До войны руководил разработкой десантных плавучих средств и речных бронекатеров.
В 1943—1946 гг. гл. конструктор ЦКБ-51 (Горький) (разработка больших охотников за подводными лодками типа «Артиллерист»).
С 1946 г. снова гл. инженер — гл. конструктор ЦКБ-50 (Ленинград).
Сталинская премия 1949 года — за разработку проекта и коренное усовершенствование технологии производства корабля.
Орден Отечественной войны II степени (31.03.1946), медаль «За оборону Ленинграда».
Имел воинское звание инженер-капитан. Член ВКП(б) с 1944 г.